# Турция на зимних Олимпийских играх 2014
Турция принимала участие в зимних Олимпийских играх 2014 года, которые прошли в Сочи, Россия с 7 по 23 февраля.

## Состав и результаты олимпийской сборной Турции

### Горнолыжный спорт
Мужчины
| Соревнование      | Спортсмены  | Скоростной спуск/ 1 спуск | Скоростной спуск/ 1 спуск | Слалом/ 2 спуск | Слалом/ 2 спуск | Всего   | Место |
| Соревнование      | Спортсмены  | Время                     | Место                     | Время           | Место           | Всего   | Место |
| ----------------- | ----------- | ------------------------- | ------------------------- | --------------- | --------------- | ------- | ----- |
| Гигантский слалом | Эмре Шимшек | 1:40,26                   | 76                        | 1:37,38         | 67              | 3:17,64 | 68    |
| Слалом            | Эмре Шимшек | DNF                       | DNF                       | DNF             | DNF             | DNF     | DNF   |

Женщины
| Соревнование      | Спортсмены     | Скоростной спуск/ 1 спуск | Скоростной спуск/ 1 спуск | Слалом/ 2 спуск | Слалом/ 2 спуск | Всего   | Место |
| Соревнование      | Спортсмены     | Время                     | Место                     | Время           | Место           | Всего   | Место |
| ----------------- | -------------- | ------------------------- | ------------------------- | --------------- | --------------- | ------- | ----- |
| Гигантский слалом | Тугба Коджаага | 1:36,04                   | 70                        | 1:33,76         | 59              | 3:09,80 | 63    |
| Слалом            | Тугба Коджаага | 1:06,22                   | 51                        | 1:02,74         | 40              | 2:08,96 | 41    |

### Лыжные гонки
Мужчины
Дистанционные гонки
| Соревнование              | Спортсмены        | Результат | Место    |
| ------------------------- | ----------------- | --------- | -------- |
| 15 км классическим стилем | Себахаттин Оглаго | 45:16,0   | 71       |
| Спринт                    | Себахаттин Оглаго | 4:02,03   | 75 (DNQ) |

Женщины
Дистанционные гонки
| Соревнование              | Спортсмены      | Результат | Место    |
| ------------------------- | --------------- | --------- | -------- |
| 10 км классическим стилем | Келиме Четинкая | 32:58,0   | 56       |
| Скиатлон 7,5+7,5 км       | Келиме Четинкая | 47:17,7   | 61       |
| Спринт                    | Келиме Четинкая | 3:05,00   | 67 (DNQ) |

#### Фигурное катание
Спортсменов — 2
| Соревнование  | Спортсмены                    | Короткая программа | Короткая программа | Произвольная программа | Произвольная программа | Всего                 | Всего                 |
| Соревнование  | Спортсмены                    | Результат          | Место              | Результат              | Место                  | Результат             | Место                 |
| ------------- | ----------------------------- | ------------------ | ------------------ | ---------------------- | ---------------------- | --------------------- | --------------------- |
| Танцы на льду | Алиса Агафонова / Альпер Учар | 49,84              | 22                 | завершили выступление  | завершили выступление  | завершили выступление | завершили выступление |